# CASP
CASP (ang. Critical Assessment of protein Structure Prediction, kritické vyhodnocení předpovědi proteinových struktur) je celosvětový experiment pro předpověď struktury bílkovin, který se koná každé dva roky od roku 1994.
CASP poskytuje výzkumným skupinám příležitost objektivně testovat jejich metody na předpovídání struktur bílkovin a dává možnost nezávislého ohodnocení strukturního modelování pro výzkumné obce a uživatele softwaru. I přesto, že primárním cílem CASPu je napomoci pokroku metod pro identifikaci trojrozměrných proteinových struktur z jejich sekvence aminokyselin, mnozí vnímají experiment spíše jako "mistrovství světa" v této vědní oblasti. Více než 100 výzkumných skupin z celého světa se účastní CASPu pravidelně a celé skupiny často pozastavují svůj další výzkum na několik měsíců, aby se mohly soustředit na přípravu svých serverů na experiment a na provedení detailní předpovědi.

## Výběr cílových proteinů
Experiment je prováděn jako slepý test, aby se zajistilo, že žádný prognostik nemá předběžné informace o struktuře proteinu a není zvýhoděn. V době, kdy se dělají předpovědi, nikdo z prognostiků, pořadatelů ani expertů nezná struktury cílových proteinů. Cíle pro predikci struktury bílkovin jsou buď skoro vyřešené struktury (pomocí rentgenové krystalografie nebo NMR spektroskopie) nebo struktury, které byly nedávno vyřešeny (zejména jedním z konstrukčních genomických center) a ještě nebyly uloženy v Protein Data Bank. V případě, že je v dané sekvenci zjištěno, že má společný původ s proteinovou sekvencí se známou strukturou (tzv. Šablonou), může být použita metoda comparative protein modeling pro predikci terciární struktury. Šablony lze nalézt pomocí metod sekvenčního alignmentu (např. BLAST nebo HHsearch) nebo pomocí metody protein threading, které jsou lepší pro hledání vzdáleně příbuzných šablon. V opačném případě musí být použity De novo protein structure prediction (např. Rosetta), což je mnohem méně spolehlivé, ale někdy se tak získají modely se správným složením (obvykle proteiny o velikosti zhruba 100 až 150 aminokyselin).

## Vyhodnocení
Primární metoda hodnocení je srovnání předpokládaných modelů pozic α-uhlíku s těmi v cílové struktuře. Srovnání je zobrazeno vizuálně kumulativními plochami vzdáleností mezi dvojicemi ekvivalentů α-uhlíku v uspořádání modelu se strukturou, jak je znázorněno na obrázku (dokonalý model by zůstal celou dobu na nule) a je přiřazeno numerické skóre GDT-TS (Global Distance Test – Total Score) popisující procento dobře předpovězených zbytků v modelu vzhledem k cíli. Free modeling (template-free, nebo de novo) je také hodnocen vizuálně, protože číselné skóre nefunguje dobře pro hledání volných podobností v nejtěžších případech.
Hodnocení výsledků se provádí v těchto kategoriích:
- Předpověď terciární struktury (všechny CASPs)
- Predikce sekundární struktury (klesla po CASP5)
- Predikce struktury komplexů (CASP2 je samostatný experiment - CAPRI – pracuje s tímto tématem)
- Předpověď kontaktu zbytek-zbytek (výchozí CASP4)
- Předpověď neuspořádaných oblastí (počínaje CASP5)
- Předpověď hranice domény (CASP6-CASP8)
- Predikce funkce (počínaje CASP6)
- Hodnocení kvality modelu (výchozí CASP7)
- Rafinace modelu (počínaje CASP7)
- Vysoce přesné předpovědi na bázi šablon (počínaje CASP7)

Kategorie předpovědi terciárních struktur se dále dělí na:
- Homologní modelování
- Fold recognition nazývané také protein threading
- de novo předpověď struktur - nyní známé spíše jako 'New Fold'

Výsledky CASPu jsou publikovány ve speciální příloze vědeckého časopisu Proteins, z nichž jsou všechny přístupné na internetových stránkách CASP.

## CASP ROLL
V současné době CASP hodnotí schopnost prediktorů modelovat proteinové struktury ve dvou obtížnostních kategoriích: 1) template-based modeling (TBM), kde se snadněji předvídají cíle s detekovatelnou evoluční podobnosti a 2) free modeling (FM), kde je obtížné předvídat cíle s nedetekovatelnou (nebo málo užitečnou pro modelování) podobností. V posledních CASP experimentech došlo k nedostatku cílů FM . To platí zejména pro opravdové new fold cíle a membránové proteiny, které se stávají velmi vzácnými v CASP experimentu (jen 4 v CASP9), čím dál méně struktur je nyní řešeno experimentálně. Nedostatek obtížných cílů dělá hodnocení problematické pro posuzovatele.
CASP ROLL experiment se zaměřuje na přísnější vyhodnocení teplate free predikcí prostřednictvím vyhodnocení většího počtu cílů. Dosažení tohoto cíle je zajištěno tím, že se rozšířila crystallographer / NMR spectroscopist / PDB síť a zavedením rolling mechanismu, aby se zachytil větší počet náročnějších cílů mimo pravidelné CASP predikční sezóny . Na rozdíl od LiveBench a EVA tento experiment probíhá jako slepý test stejně jako CASP, tedy všechny předpovědi se uskuteční na ještě neznámé struktury.